# Evaza incidens
Evaza incidens är en tvåvingeart som beskrevs av Charles Howard Curran 1936. Evaza incidens ingår i släktet Evaza och familjen vapenflugor. Inga underarter finns listade i Catalogue of Life.